# Cobubatha putnami
Cobubatha putnami là một loài bướm đêm trong họ Noctuidae.